# Trovão

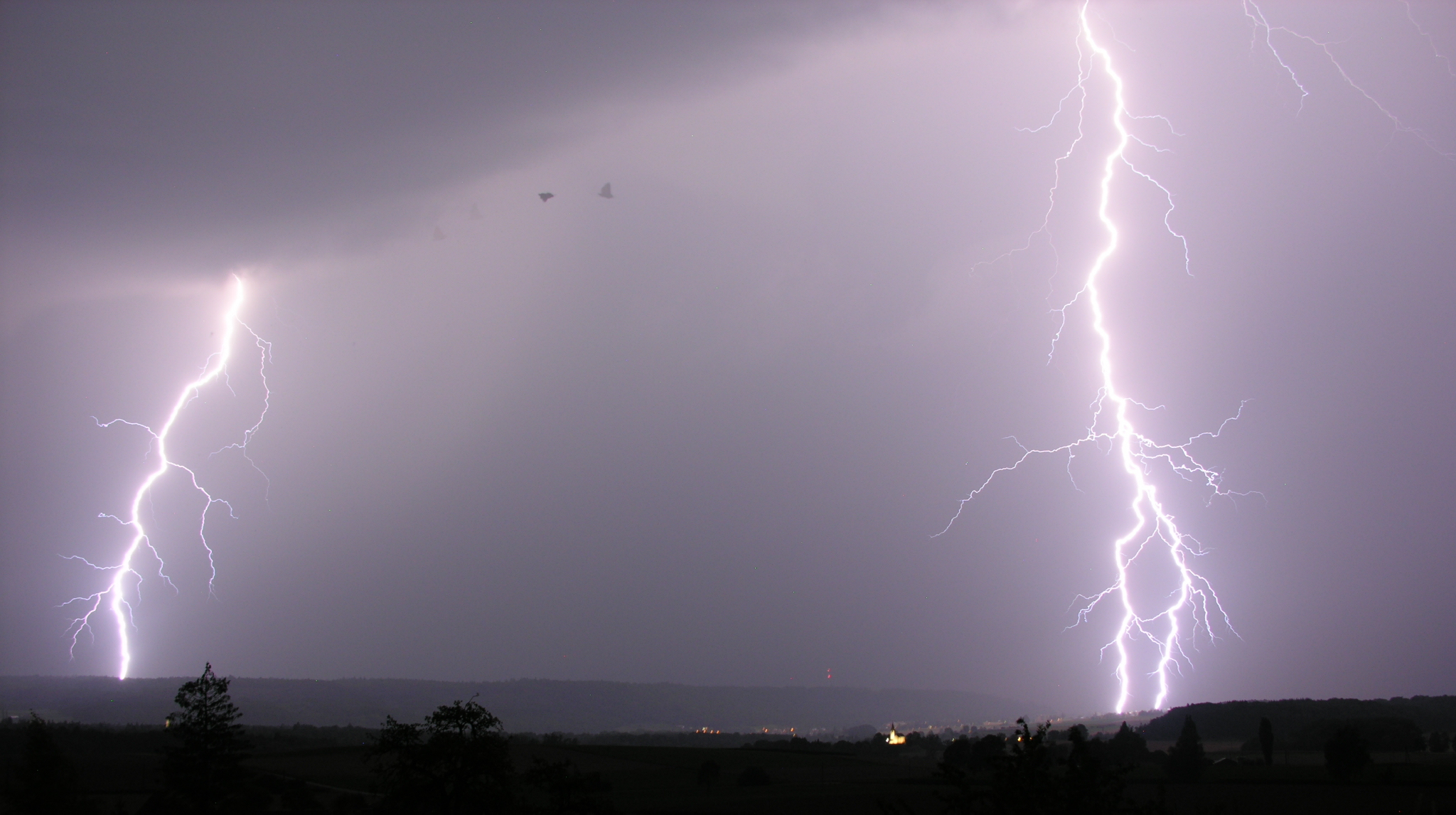
Canais de plasma cuja expansão supersónica produz o trovão.

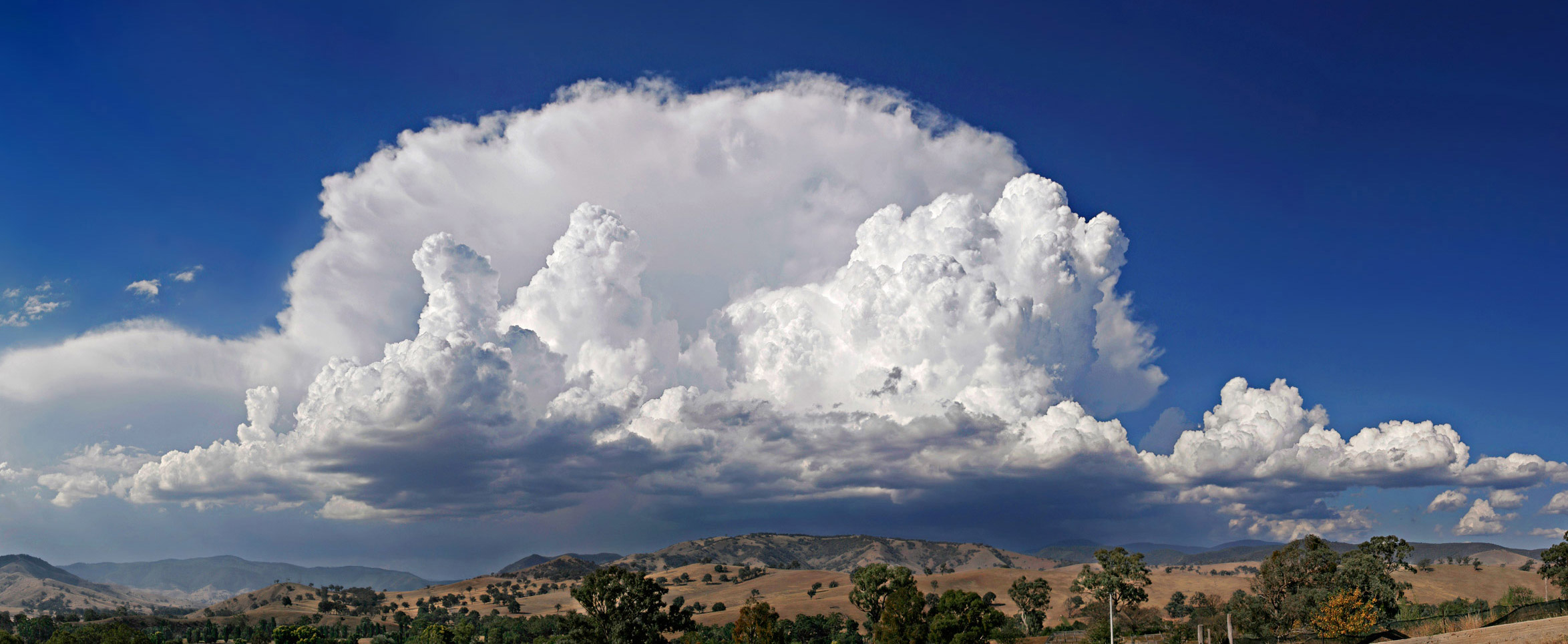
Cumulonimbo, o tipo de nuvem frequentemente associado às trovoadas.

O trovão (do latim: turbōnis, com metátese) é o som gerado pela onda de choque provocada pelo aquecimento e subsequente expansão supersónica do ar atravessado por uma descarga eléctrica (o raio) produzida por uma trovoada. A descarga provoca uma corrente eléctrica de grande intensidade que ioniza o ar ao longo do seu percurso, criando um plasma sobreaquecido que emite luz (o relâmpago) e se expande rapidamente, gerando uma onda de choque sónica. Ao propagar-se pela atmosfera, as ondas sonoras geradas interagem com as diferentes camadas de ar, a topografia, os edifícios e outros obstáculos capazes de produzir ecos e fenómenos difracção e refracção do som, o que origina as características reverberações do ribombar do trovão, prolongando o som no tempo e modelando a sua intensidade e frequência. Dependendo do tipo de descarga, da distância ao observador e da topografia do terreno circundante, o trovão pode soar como um simples estouro, de muito curta duração, ou ser constituído por múltiplos ecos de intensidade e frequência variáveis, em geral na gama de frequências dos 20 –  120 Hz, num ribombar que se prolonga por vários segundos. Nas proximidades da descarga o nível sonoro do trovão excede os 120 dB(A), gerando sobrepressões de até 10 vezes a pressão atmosférica normal.

## Origem
A origem do trovão foi objecto de muita especulação e investigação ao longo dos séculos, originando múltiplas explicações de cariz religioso, mitológico e científico. Nas culturas de matriz europeia, a primeira explicação de cunho científico que se conhece foi escrita pelo filósofo grego Aristóteles, no século III a.C., atribuindo o ruído à colisão entre nuvens. Subsequentemente, foram sendo produzidas diversas teorias com variantes à explicação aristotélica, que foram generalizadamente aceitas até o século XIX.
Após as experiências de Benjamin Franklin e de Louis Guillaume Lemonnier terem demonstrado a natureza eléctrica das trovoadas e com o conhecimento das leis dos gases, por meados do século XIX ganhou aceitação a teoria de que o raio produzia um vácuo cujo preenchimento súbito pelo ar circundante provocava a explosão que originava o trovão. Teorias alternativas atribuíam o trovão a uma explosão de vapor por sobreaquecimento da humidade do ar provocado pela passagem da corrente eléctrica ou à detonação de compostos químicos voláteis criados pela passagem da electricidade através do ar Os desenvolvimentos no conhecimento dos plasmas, dos mecanismos de ionização e da propagação de ondas de choque com origem supersónica levaram a que desde os inícios do século XX seja consensual que o trovão tem origem na propagação de uma onda de choque através do ar em consequência da violenta expansão térmica do plasma gerado no canal de propagação do raio.
O mecanismo atrás descrito é consequência de no decurso de uma trovoada se gerarem descargas electrostáticas que restabelecem o equilíbrio de potencial eléctrico entre áreas das nuvens e do solo com cargas eléctricas opostas. O ar, que em geral funciona como isolador eléctrico, quando a tensão eléctrica gerada pelo campo electrostático excede a sua tensão de ruptura dieléctrica ioniza-se e torna-se condutor, permitindo o início da descarga a qual, em resultado da enorme corrente gerada e da grande resistência eléctrica do ar, aquece rapidamente o pequeno canal condutor criado, transformando o ar nele contido num plasma que se expande a velocidade supersónica. É a luz emitida por este plasma que produz o relâmpago e cujo brilho ao longo do canal ionizado o torna visível como o "raio". O consequente rápido aumento da pressão e temperatura fazem expandir violentamente o ar envolvente ao raio a velocidades superiores às do som, gerando-se uma onda de choque. O ribombar posterior do trovão é produzido pelo eco da onda de choque nas altas camadas da atmosfera e na topografia envolvente e pelos fenómenos de difracção produzidos pelos edifícios e outros obstáculos e pela refracção em camadas da atmosfera com temperaturas e pressões distintas que interferem com a velocidade de propagação do som.
A temperatura medida por análise espectral no interior do canal do raio, que em geral tem apenas 2 – 5 cm de diâmetro, varia de forma típica durante os cerca de 50 μs em que o ar se mantém completamente ionizado, subindo rapidamente de uma temperatura inicial de cerca de 20 000 K para cerca de 30 000 K, descendo então gradualmente até cerca de 10 000 K, desvanecendo-se de seguida. O valor médio da temperatura do plasma formado é de aproximadamente 20 400 K (cerca de 20 100 °C), quase quatro vezes superior ao valor médio de 5 502 °C registados na superfície do Sol.
Estas temperaturas extremas causam a rápida expansão do plasma e do ar sobreaquecido circundante, o qual avança sobre o ar ambiente a uma velocidade superior à velocidade do som. O pulso de pressão que daí resulta, que atinge mais de 10 vezes o valor da pressão atmosférica normal, em tudo semelhante a um boom sónico, é uma onda de choque, como a que resultaria de explosão ou de uma aeronave a ultrapassar a barreira do som. A onda de choque transforma-se numa onda sonora a cerca de 10 m de distância do canal da descarga, perdendo o carácter supersónico e propagando-se a partir daí à velocidade do som. O trem de ondas gerado tem uma configuração grosseiramente cilíndrica, tendo como eixo o canal ionizado, o qual em média tem 5 – 6,5 km de comprimento.
Esta explicação, apesar de geralmente aceite, não explica as sobrepressões observadas recentemente em descargas que simulam raios, as quais são significativamente maiores do que aquelas que poderiam ser produzidas pelas temperaturas observadas. Esta discrepância parece indicar que aos efeitos da expansão termodinâmica há que juntar os efeitos de origem electrodinâmica, nomeadamente da constrição axial (ou z-pinch), que resultam da acção electromagnética da enorme corrente eléctrica que percorre o plasma durante a formação do raio

## Características do som
Apesar de apenas cerca de 1% da energia dissipada na descarga se transformar em som (90% é dissipada como calor e o restante como radiação electromagnética), nas proximidades do ponto de contacto do raio com o solo, já foi registado um nível sonoro superior a 120 dB(A) . Nessas condições de proximidade da sua origem, o trovão pode produzir surdez temporária e até mesmo ruptura da membrana do tímpano e consequentemente, surdez permanente. A onda de choque é suficientemente poderosa para causar ferimentos, nomeadamente contusão interna, em indivíduos que se encontrem na vizinhança imediata da descarga.
Apesar da corrente eléctrica percorrer o canal ionizado a cerca de um terço da velocidade da luz, ou seja a uma velocidade superior a 94 000 km/s, o processo de geração do trovão pode durar de 0,2 a 2 segundos, pois, para além do processo de formação da descarga preliminar causada pela ruptura da rigidez dielétrica (o “stepped leader”) e da descarga inicial, podem ocorrer descargas múltiplas ao longo do canal ionizado. Este prolongamento no tempo, a que se junta o carácter cilíndrico do trem de ondas, com o som gerado em pontos diferentes do canal, que podem estar separados por vários quilómetros (há registo de uma descarga entre nuvens com 190 km de comprimento), a chegar ao observador com alguns segundos de decalagem, explica a duração do som ouvido, que pode ultrapassar os 10 segundos.
O carácter modulado do trovão, com pulsos de intensidade diferente e uma sensível variação de frequência, resulta dos ecos por reflexão na topografia e da reverberação resultante da chegada simultânea de ondas provenientes de lugares distintos ou que tenham percorrido caminhos diversos entre o local de geração e o observador.
A distribuição espectral do som do trovão situa-se na gama dos 20–120 Hz, com cerca de 10% da energia em frequências abaixo do 20 Hz, inaudíveis por seres humanos (são infrassons), mas perceptíveis por muitos animais. Estes infrassons sofrem uma atenuação menor ao longo da camada limite planetária, podendo propagar-se por centenas de quilómetros, o que explica os relatos que descrevem a detecção por animais domésticos de trovoadas em aproximação.
Como as componentes de frequência mais alta sofrem maior atenuação na atmosfera, os trovões mais distantes são percebidos como produzindo um som mais grave. As descargas próximas apresentam uma gama sonora mais rica, sendo por vezes o trovão precedido de uma chiada ou de sons sibilantes resultantes da ruptura inicial da rigidez dieléctrica em torno de objectos próximos (formação de precursores e do “stepped leader”). Em situações em que existam nas proximidades edifícios e outras superfícies fortemente reflectoras do som, podem ocorrer sons de frequências altas, resultantes da interferência entre trens de ondas reflectidos e directos.

## Trovão de inversão e propagação anómala
Um tipo distinto de trovão, designado por "trovão de inversão" (em inglês: inversion thunder) ocorre quando uma descarga entre o solo e uma nuvem ocorre durante uma inversão térmica. Nessas condições de inversão do gradiente térmico normal da atmosfera, o ar junto ao solo é mais frio que o ar nas camadas imediatamente superiores da atmosfera, o que impede a dispersão vertical da energia sonora, que normalmente ocorreria, obrigando à sua concentração junto ao solo. O trovão resultante é percebido como significativamente mais ruidoso do que o normal, propagando-se a distâncias maiores do que ocorreria em circunstâncias normais. As inversões que frequentemente ocorrem sobre lagos de águas frias, ou sobre o mar quando a sua temperatura superficial seja significativamente inferior à do ar ambiente, podem explicar as detonações e outros ruídos semelhantes a trovões que por vezes são sentidos nas comunidades costeiras, mesmo quando não existem quaisquer trovoadas visíveis nas imediações, um fenómeno por vezes referido em inglês como "mistpouffers", mas com diversas designações locais. Aqueles ruídos misteriosos serão o resultado da anormal propagação de trovões de inversão, oriundos de trovoadas situadas as centenas de quilómetros de distância. Em circunstâncias normais, o trovão é raramente audível a distâncias superiores a 20 km.

## Estimativa da distância à descarga
O atraso entre a visão do relâmpago e a audição do ribombar do trovão ilustra o facto das ondas de som viajarem através do ar a uma velocidade muito inferior à velocidade da luz. Usando a diferença entre os tempos de chegada do relâmpago e do trovão, é possível estimar a distância entre o observador e o ponto mais próximo do raio. Para isso considera-se que a luz foi vista no instante de formação do raio (a 299 792 458 m/s, a velocidade da luz é tão grande que pode ser considerada infinita) e sabendo que a velocidade do som em ar seco à pressão atmosférica normal é de aproximadamente 343 m/s a 20 °C, basta multiplicar este valor pelo número de segundos decorridos entre o relâmpago e a chegada do som do trovão para obter o valor da distância em metros. Contudo, há que ter em mente que o ar durante uma trovoada não está seco e que a temperatura e pressão podem ser substancialmente diferentes das padrão, razão pela qual o valor obtido é uma mera aproximação.
Na estimativa aproximada atrás descrita, para facilitar as contas pode-se considerar que a distância à descarga é aproximadamente 1 km por cada 2,9 segundos decorridos entre o relâmpago e o início do trovão. Um relâmpago muito brilhante e azulado, seguido quase de imediato por um estouro seco e quase sem reverberação, indica que o raio se formou muito perto do observador.